# João Paulo Pereira Gomes
João Paulo Pereira Gomes (sinh ngày 8 tháng 5 năm 1989 ở Braga), hay João Paulo, là một cầu thủ bóng đá người Bồ Đào Nha thi đấu cho Penafiel ở vị trí hậu vệ.